# Benoît Bergeon
Pour les articles homonymes, voir Bergeon.
Benoît Bergeon, né le 11 février 1870 à Caluire-et-Cuire (Rhône) et mort le 13 juillet 1947 à Vallauris (Alpes-Maritimes), est un homme politique français.

## Biographie
Notaire à Marseille en 1900, il est conseiller municipal de Marseille en 1908 et adjoint au maire de 1910 à 1912. Il est député des Bouches-du-Rhône de 1914 à 1919, inscrit au groupe Républicain socialiste. Il est très actif sur les questions commerciales et maritimes. Battu en 1919, il est élu sénateur des Bouches-du-Rhône en 1921 et le reste jusqu'en 1939. Inscrit au groupe de la Gauche démocratique. Il reste très actif, notamment au sein de la commission de la Marine, de celle des récompenses nationales et celle de l'Air.

## Sources
- « Benoît Bergeon », dans le Dictionnaire des parlementaires français (1889-1940), sous la direction de Jean Jolly, PUF, 1960 [détail de l’édition]